# Robczysko
Robczysko – wieś w Polsce położona w województwie wielkopolskim, w powiecie leszczyńskim, w gminie Rydzyna.

## Nazwa
Miejscowość pierwotnie związana była z Wielkopolską. Ma metrykę średniowieczną i istnieje co najmniej od początku XIV wieku. Po raz pierwszy wymieniana w łacińskim dokumencie z 1310 jako Robsicz, 1410 Robczisko, 1426 Robssysko, 1432 Robczyska, 1475 błędnie Gambczysko, 1519 Ropczysko.
Według pierwszego zachowanego zapisu w 1310 książę śląski i wielkopolski, pan Głogowa i Poznania dziedzic Królestwa Polskiego Henryk III głogowski ustanowił dystrykt w Poniecu, a w jego granicach odnotowano m.in. wieś Robczysko. W 1466 leżała ona w powiecie kościańskim Korony Królestwa Polskiego. W 1510 była częścią parafii Pawłowice.
Miejscowość była wsią szlachecką należącą do lokalnej szlachty wielkopolskiej z rodów Pawłowskich, a także Czernińskich-Rydzyńskich. W latach 1410–1415 jako właściciela we wsi odnotowano Jana Czernińskiego vel Rydzyńskiego, który był dziedzicem w Rydzynie. Zapisał on altarii Znalezienia Krzyża Świętego i Poczęcia NMP w katedrze poznańskiej czynsz 20 grzywien od sumy 200 grzywien jakie posiadał na majątkach we wsiach: 8 grzywien na wsi Dąbcze oraz po 4 grzywny na wsiach Robczysko, Kłoda oraz Pawłowice. W latach 1415–1416 ustalono granice Robczyska z Lubonią. W 1415 Jan Rydzyński toczył proces o tę granicę z Katarzyną Lubońską oraz jej synem Bernardem. Sąd zarządził, że rozgraniczenie ma być przeprowadzone przy pomocy instytucji zwanej opolem. W 1416 woźny sądowy zeznał, że na wspomnianej granicy usypano kopce, które uznały obie strony sporu.
W 1466 Jan młodszy z Rydzyny dał stryjowi Wawrzyńcowi Rydzyńskiemu swoje części majątku jakie miał we wsiach Pawłowice, Robczysko, Nowa Wieś koło Rydzyny oraz połowę wsi Przybina.
W 1493 miał miejsce kolejny spór graniczny pomiędzy właścicielami Robczyska i Pawłowic, a posiadaczami Ponieca. Bracia Maciej (Pierwszy) oraz Dobrogost z Pawłowic pozwali przed sądem ziemskim Marcina Ponieckiego z Ponieca o dokonanie rozgraniczenia w lasach między Robczyskiem, a dobrami ponieckimi, ponieważ od dwóch lat ludzie Ponieckiego czynią szkody w ich lesie robczyskim.
W latach 1519–1521 właścicielem we wsi był Bartłomiej Pawłowski. W 1521 zapisał żonie Małgorzacie Brodnickiej po 500 złotych węgierskich posagu oraz wiana na 1/4 Pawłowic oraz na pawłowickim dworze oraz na 1/4 Robczyska. W 1542 Maciej (Drugi) Pawłowski zapisał żonie Annie Chrzypskiej po 300 grzywien posagu oraz wiana na swoich częściach majątku jakie posiadał w Pawłowicach, Robczysku, Żakowie oraz w Nowej Wsi. W 1557 wdowa po Macieju (Drugim) Pawłowskim Anna Pawłowska pozwała Wawrzyńca Pawłowskiego o to, że z jej łąki w Robczysku zabrał jej 3 kopy siana. W 1577 wraz z synem Bartłomiejem dokonała podziału wsi Pawłowice i Robczyska. Matka jako pani wienna tych dóbr miała w Robczysku połowę pól uprawianych przez kmieci, jednego zagrodnika, łąkę wielką przy granicy ze wsią Przybina oraz dwa ogrody (jeden we wsi, drugi za owczarnią). Syn natomiast, który po śmierci matki przejmie całą jej oprawę w obu wsiach otrzymał na razie drugą połowę ról kmiecych oraz wszystkie role puste i wszystkie pozostałe łąki. W 1567 w Robczysku odnotowano miejscowe nazwy fizjograficzne: role Rozwaliny, łąka Greka, droga bartna (zapewne prowadząca do barci leśnych), lipowe drożysko, sołecka kopanina. W 1597 Bartłomiej i Marcin Pawłowscy z Wierzbna, bracia stryjeczni, podzielili między siebie wsie Pawłowice i Robczysko.
Wieś odnotowały również historyczne spisy podatkowe. W 1510 właścicielami wsi byli Pawłowscy z Pawłowic, ktorzy posiadali w Robczysku: Maciej (Pierwszy) Pawłowski miał sołectwo, 6 łanów osiadłych, 2,5 łanów opuszczonych oraz 2 łany sołeckie, a także łany opuszczone, z których nic nie płacił. Drugim właścicielem był pan Dobrogost lub Bartłomiej Pawłowski posiadający dwa łany osiadłe, jeden łan opuszczony i nieuprawiany oraz karczmę. W 1530 miał miejsce we wsi pobór z 5,5 łana. W 1563 pobrano podatki z Robczyska, które zapłacili: Mikołaj Pawłowski od 3 łanów, Wawrzyniec Pawłowski od 3,5 łana, karczmy dorocznej oraz wiatraka dorocznego, a także Jan Pawłowski, który zapłacił podatki od 4 łanów. W 1580 Bartłomiej Pawłowski zapłacił pobór od 6 i 3/4 łana, 4 zagrodników, dwóch komorników oraz od wiatraka dorocznego. Andrzej Bojanowski z Trzebosza zapłaci pobór od 8,5 łana, 2 zagrodników, 3 komorników oraz wiatraka dziedzicznego, a Stanisław Bojanowski zapłacił od jednego łana, 0,5 łana karczmarskiego oraz od dwóch zagrodników. 
W końcu XVIII w. należała do rodu Mielżyńskich z Pawłowic. Czynem społecznym mieszkańców powstał Park Kultury i Wypoczynku z muszlą koncertową i amfiteatrem. W parku znajduje się wykuty z piaskowca pomnik Adama Mickiewicza, dzieło Leona Dudka, artysty ludowego z Włoszakowic. Pomnik przypomina pobyt wieszcza w pobliskiej Luboni w 1831 roku. Przy drodze w kierunku Dąbcza oraz Pawłowic znajdują się stare, odrestaurowane figury świętych. W kierunku Ponieca, po lewej stronie drogi jest budynek dawnej szkoły oraz krzyż.
W latach 1975–1998 miejscowość administracyjnie należała do województwa leszczyńskiego.